# Lotus E22
Pour les articles homonymes, voir E22.
Chronologie des modèles (2014)
Lotus E21 Lotus E23 Hybrid
La Lotus E22 est la monoplace de Formule 1 engagée par l'écurie britannique Lotus F1 Team dans le cadre du championnat du monde de Formule 1 2014. Elle est pilotée par le Français Romain Grosjean, au sein de l'écurie depuis 2012, et le Vénézuélien Pastor Maldonado, en provenance de Williams F1 Team. Conçue par l'ingénieur britannique Nick Chester, la E22, présentée le 19 février 2014 sur le circuit international de Sakhir à Bahreïn, reprend les bases de la réglementation technique en vigueur pour cette saison, avec notamment un moteur turbo, qui fait son retour dans la discipline.

## Création de la monoplace
La réglementation technique de la Formule 1 évoluant radicalement en 2014, la Lotus E22 est dotée d'un moteur V6 turbo, d'un système de récupération de l'énergie cinétique de 161 chevaux contre 80 les années précédentes, un museau en fourmilier à 185 millimètres au-dessus du sol, un aileron avant raccourci de 150 millimètres et un gain de masse de 49 kilogrammes.
Techniquement, la Lotus E22 se distingue par un nez de morse asymétrique, afin de garder un flux d'air similaire à celui obtenu pour de la saison précédente. La lame inférieure de l'aileron avant est très travaillé, malgré des similitudes avec sa devancière, la Lotus E21. L'arrière de la monoplace dispose d'imposantes sortie d'air autour de l'échappement, afin de générer de la portance sur l'arrière de la voiture. Au-dessus du capot moteur se trouve un périscope, destiné à écraser l'air chaud. Le mât obligatoire de l'aileron arrière est également asymétrique, à l'instar de celui de la Red Bull RB10. Le centre de la E22 est dérivée de la E21, malgré une prise d'air moteur se prolongeant sur le capot et une plus grande entrée d'air pontons, dotée d'une dérive permettant un effet de guidage de l'air.
Nick Chester, le directeur technique de Lotus, s'exprime au sujet de la nouvelle réglementation technique : « Notre programme de développement pour la E22 a débuté il y a plus de deux ans. Enstone dispose de fondations solides et nous sommes impatients de relever le défi de la nouvelle saison qui nous attend. De notre point de vue, les chiffres semblent prometteurs et le développement de notre E22 fut positif. Cela étant dit, nous travaillons sans réellement savoir ce que font les autres écuries. Il s’agit d’un règlement radicalement différent des années précédentes. Cela signifie que les équipes développent leur nouvelle monoplace en empruntant des directions potentiellement très différentes ».
Gérard Lopez, le propriétaire de l'écurie, annonce les ambitions de l'écurie pour 2014 : « Les objectifs n’ont pas changé. Nous restons une équipe qui veut gagner des courses et faire des podiums, et à partir de là nous verrons où nous pourrons nous situer au championnat, un peu comme l’année passée. Il y a deux ans, nous avons terminé la saison un peu à bout de souffle, ce qui nous a fait rater la troisième marche du podium, voire la deuxième. L’an dernier, malheureusement, ce sont les deux dernières courses et surtout l’été qui ont été catastrophiques pour nous ».
La Lotus E22 est la seule monoplace du championnat à ne pas prendre part aux essais privés organisés en janvier sur le circuit permanent de Jerez en Espagne, l'écurie considérant que ce n'est pas idéal pour les programmes de conception et de développement. Le 24 janvier, une première image de la monoplace est rendue publique alors que l'écurie McLaren Racing présentait sa MP4-29. Les 7 et 8 février, l'écurie organise une séance de déverminage à Jerez à des fins promotionnelles, lors de laquelle Pastor Maldonado boucle 22 tours, équivalent aux 100 kilomètres autorisés par la Fédération internationale de l'automobile.

## Résultats en championnat du monde de Formule 1
| Saison | Écurie        | Moteur                          | Pneus   | Pilotes          | Courses | Courses | Courses | Courses | Courses | Courses | Courses | Courses | Courses | Courses | Courses | Courses | Courses | Courses | Courses | Courses | Courses | Courses | Courses | Points inscrits | Classement |
| Saison | Écurie        | Moteur                          | Pneus   | Pilotes          | 1       | 2       | 3       | 4       | 5       | 6       | 7       | 8       | 9       | 10      | 11      | 12      | 13      | 14      | 15      | 16      | 17      | 18      | 19      | Points inscrits | Classement |
| ------ | ------------- | ------------------------------- | ------- | ---------------- | ------- | ------- | ------- | ------- | ------- | ------- | ------- | ------- | ------- | ------- | ------- | ------- | ------- | ------- | ------- | ------- | ------- | ------- | ------- | --------------- | ---------- |
| 2014   | Lotus F1 Team | Renault Energy F1-2014 V6 Turbo | Pirelli |                  | AUS     | MAL     | BAH     | CHI     | ESP     | MON     | CAN     | AUT     | GBR     | ALL     | HON     | BEL     | ITA     | SIN     | JAP     | RUS     | USA     | BRÉ     | ABU     | 10              | 8e         |
| 2014   | Lotus F1 Team | Renault Energy F1-2014 V6 Turbo | Pirelli | Romain Grosjean  | Abd     | 11e     | 12e     | Abd     | 8e      | 8e      | Abd     | 14e     | 12e     | Abd     | Abd     | Abd     | 16e     | 13e     | 15e     | 17e     | 11e     | 17e*    | 13e     | 10              | 8e         |
| 2014   | Lotus F1 Team | Renault Energy F1-2014 V6 Turbo | Pirelli | Pastor Maldonado | Abd     | Abd     | 14e     | 14e     | 15e     | Np      | Abd     | 12e     | 17e*    | 12e     | 13e     | Abd     | 14e     | 12e     | 16e     | 18e     | 9e      | 12e     | Abd     | 10              | 8e         |

Légende : ici
- * Le pilote n'a pas terminé la course mais est classé pour avoir parcouru plus de 90 % de la distance de course.